# Due volte ieri
Due volte ieri (The Man with Rain in His Shoes) è un film del 1998 diretto da María Ripoll.

## Trama
Victor è un attore disoccupato che cerca disperatamente di impedire alla sua ex fidanzata, Sylvia, a cui lui era infedele, di sposare un altro uomo. Dopo aver incontrato due misteriosi netturbini, a Victor viene data la possibilità di viaggiare indietro nel tempo e rivivere la sua storia d'amore. Tuttavia, scopre che la situazione si è capovolta, poiché Sylvia ha una relazione con Dave e decide di lasciarlo.